# Mansion House Station
Mansion House Station er en London Underground-station i City of London, tæt på Mansion House (på trods af at Bank Station er tættere på). Det er en station i afgravning betjent af tog på Circle og District lines. Den er mellem Blackfriars og Cannon Street. Stationen er beliggende ved krydset mellem Queen Victoria Street og Cannon Street og er i takstzone 1. Stationen er i gåafstand fra Cannon Street Station.
Stationen har tre perronspor. Ét vestgående og ét østgående spor, der deles af både District og Circle lines. Det tredje spor er for tog, der ankommer fra vest og vender på Mansion House Station (det tredje spor bruges dog sjældent nu, da mange tog, der vender i centrum, nu ender på Tower Hill).

## Historie
Stationen blev åbnet den 3. juli 1871 af Metropolitan District Railway (MDR, nu District line), da selskabet forlængede banen fra Blackfriars. Station blev den nye østlige endestation for MDR.
MDR blev forbundet til Metropolitan Railway (MR, senere Metropolitan line) ved South Kensington og, selvom de to selskaber var rivaler, kørte hvert selskab sine tog på det andet selskabs spor i en fælles service, kendt som "Inner Circle".
Den 1. februar 1872 åbnede MDR en nordgående afgrening fra sin station ved Earl's Court for forbindelse til West London Extension Joint Railway (WLEJR, nu West London Line), hvilket der var forbindelse til ved Addison Road (nu Kensington (Olympia)). Fra denne dag begyndte "Outer Circle"-tog at køre på MDR's spor. Betjeningen blev kørt af North London Railway (NLR) fra sin endestation på Broad Street (nu nedrevet) i City of London via North London Line til Willesden Junction, herfra West London Line til Addison Road og MDR til Mansion House.
Fra 1. august 1872 begyndte "Middle Circle"-tog også kørsler gennem Westminster fra Moorgate langs MR's spor på den nordlige side af Inner Circle til Paddington, herfra på Hammersmith & City Railway (H&CR)-spor til Latimer Road, videre, via en nu fjernet forbindelse, til West London Line til Addison Road og MDR til Mansion House. Betjeningen blev kørt i fællesskab mellem H&CR og MDR.
Fra 1. marts 1883 kørte District tog mellem Mansion House og Windsor, ved brug af GWR-spor fra en udfletning opført lige øst for Ealing Broadway, men denne var ikke lønsom og ophørte den 30. september 1885.
Den 10. oktober 1884 åbnede MDR og MR i fællesskab banen mod øst til Mark Lane Station (nu lukket), hvilket fuldendte Inner Circle.
Den 30. juni 1900, blev Middle Circle-togene indstillet mellem Earl's Court og Mansion House. Den 31. december 1908 blev Outer Circle-togene ligeledes indstillet.
I 1920'erne blev stationsindgangen genopbygget efter design af Charles Holden. Dette indeholdte en høj glasskærm med Underground-rondellen, ligesom hans stationdesigns for forlængelsen af City & South London Railway (nu Northern line) til Morden, der åbnede mellem 1924 og 1926.
I 1949 kørte Metropolitan line Inner Circle-ruten, og den fik sin egen identitet på netværkskort som Circle line.
Den 29. oktober 1989 lukkede stationen for anlæg af en ny indgang og renovering. Den genåbnede den 11. februar 1991.

### Dybtliggende station
I 1897 fik MDR parlamentarisk tilladelse til at anlægge en dybtliggende boret jernbanetunnel mellem Gloucester Road og Mansion House under banen i afgravning. Den nye bane skulle være en ekspresbane med elektriske tog for at frigøre trængslen på de nedgravede spor. Mansion House skulle være endestation for ekspresruten med perroner 22 m under afgravningsperronerne. Der blev dog imidlertid ikke igangsat nogle arbejder med den dybtliggende bane, og den efterfølgende overtagelse af MDR af Underground Electric Railways Company of London (UERL) og omsignalering og elektrificering af MDR's ruter mellem 1903 og 1905 medførte, at trængslen aftog uden det var nødvendigt at anlægge den dybtliggende bane. Planen blev droppet i 1908.

## Transportforbindelser
London buslinjer 11, 15, 17, 23, 26, 76, 100, 100, 172, 388, 521 og natlinjerne N11, N15, N21, N26, N47, N76, N550 og N551.